# 皮特魯夫肯

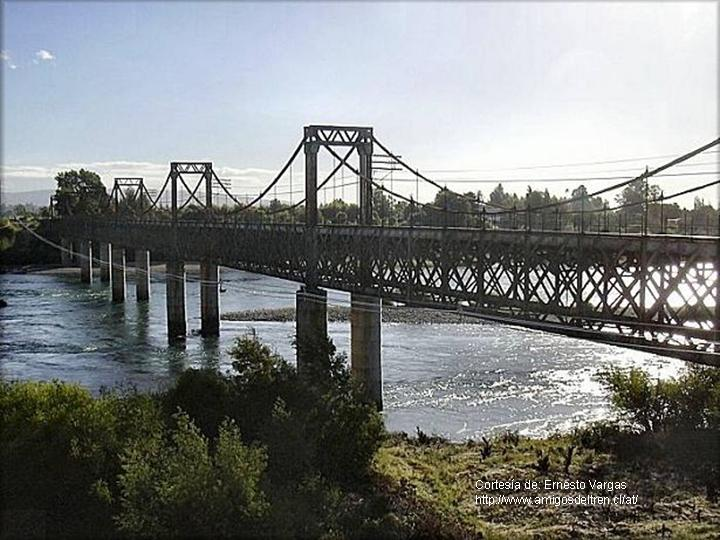

皮特魯夫肯是智利的城鎮，位於該國中南部，由阿勞卡尼亞大區的考丁省負責管轄，面積580平方公里，2002年人口21,988，人口密度每平方公里37.9人。

## 外部連結
- （西班牙文） Gobierno Regional de la Araucanía: Pitrufquén （页面存档备份，存于）
- （西班牙文） Municipality of Pitrufquén （页面存档备份，存于）